# David et Frederick Barclay
Pour les articles homonymes, voir Barclay.
David Barclay, né le 27 octobre 1934 à Hammersmith, Londres et mort le 10 janvier 2021, et Frederick Barclay, né le 27 octobre 1934 à Hammersmith, sont deux frères jumeaux et hommes d'affaires britanniques. Ils sont présents dans la presse, possédant plusieurs journaux et magazines britanniques, ainsi que dans la vente à distance et dans l'hôtellerie. Le Sunday Times estimait leur fortune en 2007 à £7,2 milliards de livres sterling, les plaçant dans les quarante plus grandes fortunes du Royaume-Uni.
Les deux frères ont la réputation d'éviter toute publicité et sont souvent décrits comme vivant reclus. Le fils de David, Aidan Barclay, gère les affaires du groupe familial.

## Biographie

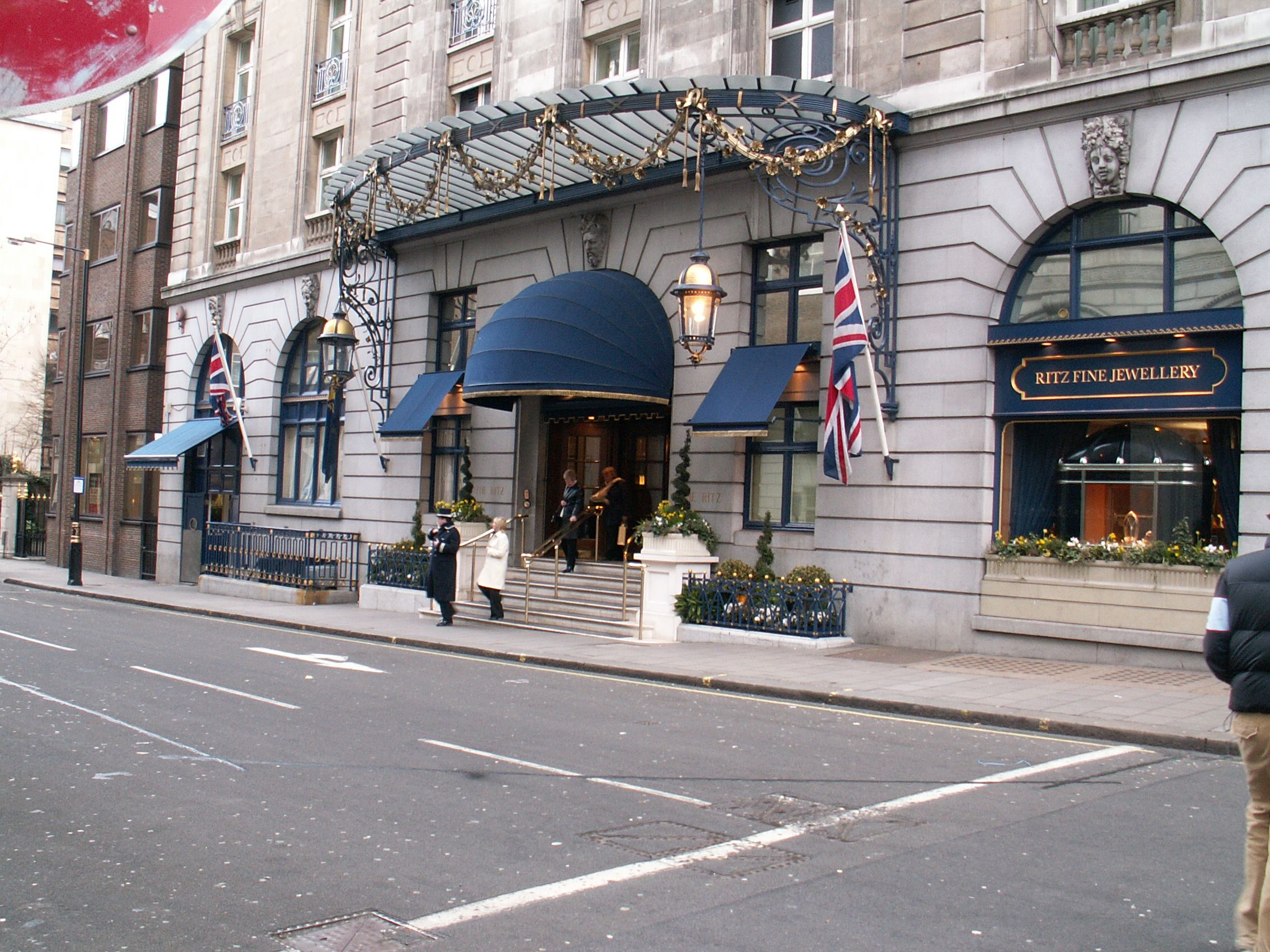
Le Ritz, à Londres.

Ils sont nés à Londres de parents écossais, au sein d'une famille de dix enfants. Leur père[Qui ?] meurt alors qu'ils n'ont que douze ans et ils quittent l'école à seize pour travailler au service comptabilité de la société General Electric avant d'être employés comme peintres et décorateurs. En 1962, ils transforment d'anciens bureaux londoniens en hôtel. En 1975, ils achètent l'Howard Hotel, un hôtel donnant sur la Tamise, à Temple Place. En 1983, ils rachètent le groupe de transport et de brasserie Ellerman pour 45 millions de livres. Ils revendent plus tard l'activité brasserie pour 240 millions de livres. En 1995, ils font l'acquisition de l'hôtel Ritz de Londres pour environ 75 millions de livres.
Ils sont anoblis par la Reine en 2000 principalement pour leur activité philanthropique[Laquelle ?] et leur soutien à la recherche médicale.
En 2002, ils rachètent Littlewoods, une des principales chaînes de commerce de détail britannique basée à Liverpool, à ses fondateurs, la famille Moore, pour 750 millions de livres. Ils la réunissent alors à Shop direct et revendent ou ferment assez rapidement les différents lieux de vente (les 130 plus grands magasins étant revendus à Primark et d'autres à Marks & Spencer). La société est alors transformée en société de vente à distance, devenant le principal acteur du secteur en Grande-Bretagne.
David et Frederick Barclay sont donateurs du Parti conservateur.
Leurs noms apparaissent dans les Paradise Papers en 2017.
David Barclay meurt le 10 janvier 2021 à 86 ans.

## Presse
Ils entrent dans le monde de la presse en 1992, en rachetant[Combien ?] le dernier né du groupe de Robert Maxwell, père de Ghislaine Maxwell l'hebdomadaire The European qui connaissait des difficultés. En 1995, ils rachètent le journal The Scotsman pour 85 millions de livres et en 1996 recrutent l'ancien rédacteur du The Sunday Times Andrew Neil pour superviser l'ensemble de leurs intérêts dans la presse.
En 1998, ils relancent le Sunday Business Newspaper avec Jeff Randall comme rédacteur en chef.
En 1997, ils rachètent le Sunday Business, créé un an plus tôt par Tom Rubython comme un concurrent de la version dominicale du Financial Times, mais qui n'avait pas réussi à s'imposer. La relance sera un succès dans les deux premières années, lançant la carrière d'un groupe de journalistes avec à leur tête Jeff Randall qui joueront par la suite des rôles majeurs dans d'autres journaux de la presse britannique.
En juillet 2004, ils rachètent The Telegraph Group qui comprend plusieurs journaux dont The Daily Telegraph, The Sunday Telegraph et The Spectator après plusieurs mois de surenchères et de procédures judiciaires. The Telegraph Group était par la propriété d'un groupe canadien de Toronto, Hollinger Inc. contrôlé par l'homme d'affaires canadien d'origine britannique Lord Black of Crossharbour.
Leur activité dans la presse sera plus tumultueuse et moins profitable que le reste de leurs affaires. Au Telegraph Group, MacLennan licencie plus de 100 journalistes en 2006, conduisant a une grève lancée par la National Union of Journalists. Le rédacteur en chef du Sunday Telegraph Dominic Lawson est remplacé par Sarah Sands en juin 2005 ; elle ne reste que neuf mois en poste avant d'être remplacée à son tour en mars 2006 par Patience Wheatcroft, en provenance du Time.
En décembre 1998, les frères Barclay arrêtent The European. En décembre 2005, ils revendent The Scotsman pour 160 millions de livres au groupe Johnston Press, après avoir compté neuf rédacteurs en chef différents en dix ans. En février 2008, ils mettent fin pour raisons économiques à la parution du magazine Business, qui avait succédé au journal Sunday Business.
Cette année 2008, leur holding de presse possède le magazine The Spectator et contrôle via une filiale, Press Acquisitions Limited, les titres du groupe du Daily Telegraph.

## Brecqhou: seigneurs en guerre contre la population

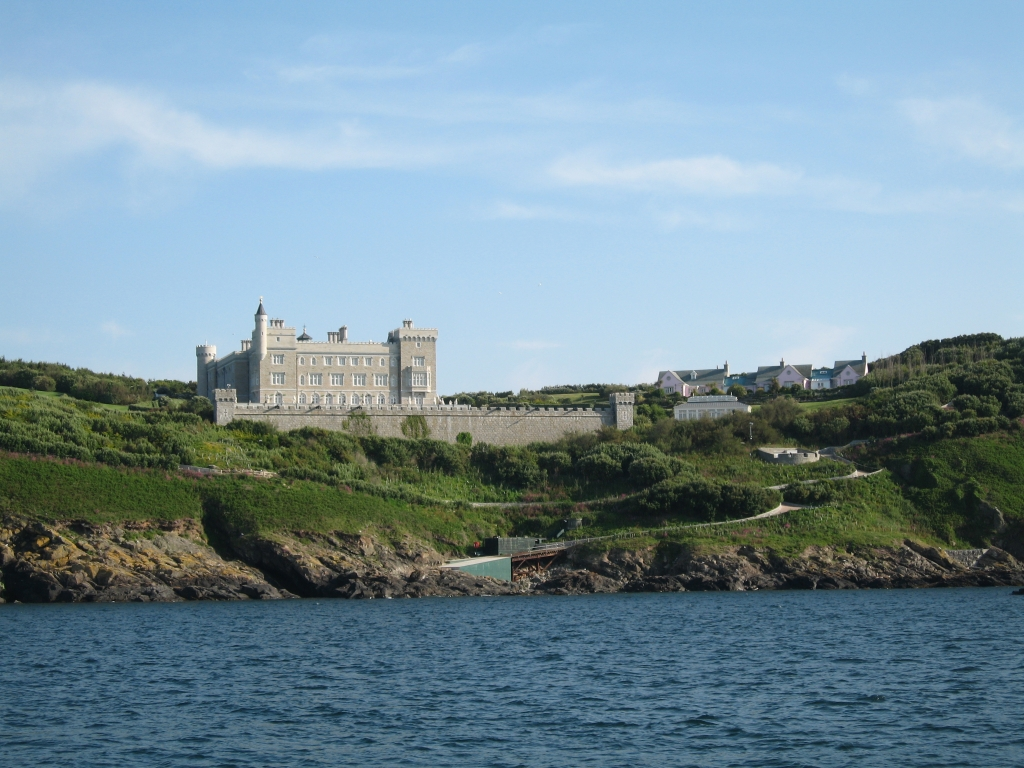
Le château des deux frères, dans l'île de Brecqhou

En 1993, les frères ont acheté la petite île de Brecqhou, une dépendance de Sercq dans les îles Anglo-Normandes, où ils se sont fait construire un château de style néo-gothique. L'île de Brecqhou est une dépendance de la seigneurie de Sercq, survivance du système féodal anglo-normand hérité de Guillaume le Conquérant. Brecqhou est une île privée, très surveillée et sans moyen d'accès public. La circulation des véhicules à moteur est interdite, excepté les tracteurs agricoles. Ce qui interdisait l'hélicoptère des deux milliardaires. Les frères ont introduit des procédures devant les tribunaux britanniques et européens afin que le régime féodal qui régissait encore la seigneurie de Sercq et gênait leurs installations et affaires, soit remplacé par une assemblée législative élue par la population. Ils ont ainsi largement influé sur la vie de l'île et de ses habitants.
En décembre 2008, la première élection démocratique sur l'île désigne les 28 membres du conseil législatif parmi 56 candidats : d'un côté, les partisans d'une réforme du système féodal et de l'autre, ceux soutenus par les frères Barclay, qui veulent totalement le supprimer, et qui ne remportent que 5 sièges.
En représailles contre le résultat des élections, les deux frères ferment temporairement tous les établissements (mais sans vouloir les revendre) qu'ils possèdent sur Sercq — et notamment les quatre hôtels—, provoquant le chômage momentané du quart de la population de l'île (140 personnes).
Le mouvement d'humeur des frères Barclay est cependant de courte durée et ceux-ci rouvrent très vite leurs commerces et établissements sur l'île dès la réunion du nouveau parlement en janvier 2009.
Une pièce de théâtre écrite par Hédi Tillette de Clermont-Tonnerre, Les Deux frères et les lions..., raconte l’épopée des deux frères. En juin 2018, David porte plainte pour atteinte au respect de la vie privée et diffamation et tente de faire interdire la pièce; mais cette plainte est rejetée par le tribunal civil de Caen en juillet 2019.